# 2-Mercaptobenzothiazol
Mercaptobenzothiazol ist eine organische Verbindung aus der Gruppe der Heteroaromaten. Sie kann bei Hautkontakt sensibilisieren und eine Kontaktallergie auslösen. Für die allergene Wirkung ist die Thiolgruppe entscheidend.

## Herstellung
Die industrielle Synthese von Mercaptobenzothiazol verwendet Anilin, Schwefel und Schwefelkohlenstoff als Ausgangsstoffe. Diese Reagenzien werden in einem Autoklaven bei Drücken zwischen 850 und 1100 psi (5,86 bis 7,58 MPa) auf 235–240 °C erhitzt.

## Verwendung
Mercaptobenzothiazol wird seit 1920 als Vulkanisationsbeschleuniger (Semiultrabeschleuniger) und Alterungsschutzmittel in bei Gummiherstellung verwendet. Es findet sich unter anderem:
- in Schuhsohlen
- in Reifen
- in Kabeln
- in Gummibändern
- in Gummihandschuhen
- in Kondomen
- in Hartgummi
- in Mitteln zur Pilzbekämpfung (Fungizid)
- in veterinärmedizinischen Präparaten
- in technischen Schneidölen
- als Stabilisator in der Photoindustrie
- als Reagenz zur Bestimmung von Metallen in der quantitativen Analyse
- als Hilfsstoff bei der elektrochemischen Beschichtung von Metalloberflächen

Er wurde bei Goodyear 1916 von Clayton Wing Bedford (1885–1933) entwickelt (Captax).

## Sicherheitshinweise
Der Arbeitsplatzgrenzwert (AGW) beträgt 4 mg·m−3 gemessen in der einatembaren Fraktion, die  Geruchsschwelle 12 mg·m−3.
2-Mercaptobenzothiazol wurde 2013 von der EU gemäß der Verordnung (EG) Nr. 1907/2006 (REACH) im Rahmen der Stoffbewertung in den fortlaufenden Aktionsplan der Gemeinschaft (CoRAP) aufgenommen. Hierbei werden die Auswirkungen des Stoffs auf die menschliche Gesundheit bzw. die Umwelt neu bewertet und ggf. Folgemaßnahmen eingeleitet. Ursächlich für die Aufnahme von 2-Mercaptobenzothiazol waren die Besorgnisse bezüglich der Einstufung als CMR-Stoff, Verbraucherverwendung, Exposition empfindlicher Bevölkerungsgruppen, hoher (aggregierter) Tonnage und weit verbreiteter Verwendung sowie der vermuteten Gefahren durch sensibilisierende Eigenschaften. Die Neubewertung fand ab 2013 statt und wurde von Deutschland durchgeführt. Anschließend wurde ein Abschlussbericht veröffentlicht: Aufgrund möglicher allergieauslösender Wirkung wird empfohlen, die Verwendung von Benzothiazol-2-thiol bei der Vulkanisation von Gummi in Konsumartikeln so weit wie möglich zu minimieren um deren sichere Handhabung zu gewährleisten.
Die Internationale Agentur für Krebsforschung (IARC) bewertete 2-Mercaptobenzothiazol Anfang 2016 als möglicherweise krebsauslösend.